# المجلس الإسلامي البريطاني
المجلس الإسلامي البريطاني (بالإنجليزية: Muslim Council of Britain) هو مجلس إسلامي أنشأ في عام 1997، يعتبر المجلس هيئة جامعة لحوالي 500 مسجد ومدرسة ورابطة سنية في بريطانيا، وهو يشمل منظمات ومؤسسات إسلامية وطنية وإقليمية ومحلية ومتخصصة من مختلف الخلفيات الإثنية والطائفية داخل المجتمع الإسلامي البريطاني. الغرض من تأسيس المجلس زيادة التعليم عن الإسلام والعمل من أجل القضاء على المساوئ وأشكال التمييز التي يواجهها المسلمون. حصل المجلس على لقب أشهر وأقوى منظمة من بين العديد من المنظمات التي تأسست بين عام 1990 وعام 2000 لتمثيل المسلمين البريطانيين.
أصدر المجلس عددًا من النشرات الصحفية بشأن عدد من المسائل، اكتسب بعضها جدل كبير في وسائط الإعلام، بما في ذلك قضية آرائه بشأن اليوم التذكاري للمحرقة التي حصلت لليهود، والطائفية، وجدل حصان طروادة. انتقدت العديد من وجهات النظر التي تبناها المجلس من قبل المسلمين البريطانيين.

## تركيبة المجلس
يتألف المجلس من عدد من اللجان العاملة، ومنها: تعليم الفريق العامل، والمعايير الغذائية، والعبادة، والقسم المالية، والأغراض العامة، والقضايا الصحية والطبية، والعلاقات بين الأديان، والشؤون القانونية، والإعلام، وعضوية المجلس، والبحوث والتوثيق.

### التمويل
التمويل الأساسي للمجلس يأتي من رسوم الأعضاء، وقد تقدمت الهيئة بطلب للحصول على تمويل للمشاريع المكرسة لتنمية المجتمعات المسلمة في بريطانيا، وحصل المجلس على مبلغ 150.000 جنيه إسترليني من الأموال العامة من الحكومة البريطانية لعدد من المشاريع المحددة، وهذه البرامج هي: برنامج الإرشاد القيادي للمجلس الإسلامي البريطاني، بوابة على شبكة الإنترنت للحصول على معلومات عن الإسلام والمسلمين، برنامج الجنسية البريطانية، برنامج المساواة بين المسلمين البريطانيين.
في عام 2006 فاز المجلس بجائزة قدرها 300,000 جنيه إسترليني من إدارة التنمية الدولية في المملكة المتحدة. ووفقا لبيان صحفي لوزارة التنمية الدولية، ستشمل المشاريع إنتاج مواد تعليمية للمدارس الإسلامية، وموقع على شبكة الإنترنت يركز على العمل للحد من الفقر، وبرنامج لتدعيم الروابط بين المجتمعات المسلمة في المملكة المتحدة وتلك الموجودة في نيجيريا وبنغلاديش والهند.

### البرامج
- نحو تفاهم أكبر: هي وثيقة صدرت عام 2007 أعدها المجلس الإسلامي البريطاني، تعتزم الوثيقة استخدامها كمصدر مرجعي من قبل المدارس عند مراجعة سياساتها وممارساتها فيما يتعلق بتلبية احتياجات تلاميذها من جنوب آسيا.[9] تقول الوثيقة أنها عبارة عن محاولة للتعليم، لأن مسلمي جنوب آسيا يتعرضون للعنصرية والإسلاموفوبيا شخصيًا ومؤسسيًا من خلال أشكال التهميش والتمييز والتحامل.[2]
- الإسلام هو السلام: دعم المجلس الإسلامي البريطاني حملة إعلانية باسم الإسلام السلام، والتي أطلقت في أكتوبر 2007، والتي كان هدفها كسر حواجز الشك والانقسام، وتحدي القوالب النمطية، ومكافحة التحامل، وإتاحة فرصة لتعزيز قيم الاحترام والتسامح والتعايش السلمي.[10]
- كتب المدارس: في عام 2004 أطلق المجلس برنامج كتب للمدارس، لتوفير موارد إسلامية عالية الجودة للمدارس الابتدائية السائدة في المملكة المتحدة.[11] وقد تم إعداد هذه المادة من قبل أكاديميين ومعلمين. تشمل حزم الموارد المشاريع الإسلامية، والمواد السمعية والبصرية، والكتيبات، ومجموعات نماذج مصممة كبطاقات، بالإضافة لملصقات.[12]
- 100 مسجد: يهدف البرنامج الذي بدأ في صيف 2007 إلى استهداف 100 مسجد متوسط الحجم ومنظمات من جنوب آسيا المسلمة من مختلف أنحاء البلاد بهدف التمكين وبناء القدرات في غضون عام، من خلال توفير التدريب والحصول على الموارد الإسلامية الجاهزة. يتوقف تقييم أداء هذا البرنامج على عدد من المعايير، بما في ذلك عدد المجموعات الطوعية والمجتمعية التي تتلقى المساعدة، وقدرة المنظمة على الوصول إلى المعلومات المتعلقة بمواضيع محددة.[13]
- زيارة مسجدي: بدأ البرنامج في عام 2005، تشجع هذه المبادرة المساجد في جميع أنحاء المملكة المتحدة لعقد أيام مفتوحة في نفس الوقت في يوم يحدد باسم زيارة مسجدي، كان آخر هذا البرنامج في 7 فبراير 2016. شارك أكثر من 80 مسجد بما في ذلك المساجد في انكلترا وإسكتلندا وويلز وأيرلندا الشمالية. من المقرر تنضيم يوم زيارة مسجدي المقبل في 5 فبراير 2017.